# کریستن میهال
کریستن میهال (استونیایی: Kristen Michal؛ استونیایی: [ˈkristen ˈmihːɑl]؛ زادهٔ ۲ ژوئیهٔ ۱۹۷۵) سیاستمدار  اهل استونی است که از ۲۳ ژوئیه ۲۰۲۴ به‌عنوان نخست‌وزیر استونی فعالیت می‌کند. وی از سال ۲۰۲۳ تا ۲۰۲۴ وزیر محیط زیست استونی بوده است.